# Beach handball ai III Giochi europei
I tornei di beach handball ai III Giochi europei si sono svolti dal 20 al 22 giugno 2023 alla Tarnów Beach Arena di Tarnów.

## Calendario
| P | Turni preliminari | ¼ | Quarti di finale | ½ | Semifinali | B | Finale 3º posto | F | Finale 1º posto |

| Data →           | Mar 20 | Mer 21 | Mer 21 | Gio 22 | Gio 22 | Gio 22 |
| ---------------- | ------ | ------ | ------ | ------ | ------ | ------ |
| Torneo maschile  | P      | P      | ¼      | ½      | B      | F      |
| Torneo femminile | P      | P      | ¼      | ½      | B      | F      |

## Podi
| Evento                              | Oro       | Argento  | Bronzo    |
| Beach handball maschile (dettagli)  | Spagna    | Ungheria | Danimarca |
| Beach handball femminile (dettagli) | Danimarca | Spagna   | Germania  |

## Medagliere
| Pos.   | Paese     | Oro | Argento | Bronzo | Totale |
| ------ | --------- | --- | ------- | ------ | ------ |
| 1      | Spagna    | 1   | 1       | 0      | 2      |
| 2      | Danimarca | 1   | 0       | 1      | 2      |
| 3      | Ungheria  | 0   | 1       | 0      | 1      |
| 4      | Germania  | 0   | 0       | 1      | 1      |
| Totale | Totale    | 2   | 2       | 2      | 6      |